# 후루마촌
후루마촌(古間村)은 나가노현 가미미노치군에 있던 촌이다. 현재의 시나노정에 해당한다.

## 역사
- 1889년 4월 1일 - 정촌제 시행에 의해 후루마촌 외 2의 구역을 확장해 성립하였다.
- 1956년 9월 30일 - 시나노지리촌, 시나노촌과 합병해 시나노정이 성립하여, 동일 후루마촌은 폐지되었다.

## 교통

### 철도
- 일본국유철도
  - 신에쓰 본선

### 도로
- 국도 제18호선

## 참고문헌
- 角川日本地名大辞典 20 長野県